# Nyctalus
Nyctalus is een geslacht van zoogdieren uit de  familie van de gladneuzen (Vespertilionidae).

## Soorten
- Nyctalus aviator (Thomas, 1911)
- Nyctalus azoreum (Thomas, 1901) – Azorenvleermuis
- Nyctalus furvus Imaizumi & Yoshiyuki, 1968
- Nyctalus lasiopterus (Schreber, 1780) – Grote rosse vleermuis
- Nyctalus leisleri (Kuhl, 1817) – Bosvleermuis
- Nyctalus montanus (Barrett-Hamilton, 1906)
- Nyctalus noctula (Schreber, 1774) – Rosse vleermuis
- Nyctalus plancyi Gerbe, 1880